# Съуити
Диамонте Куиава Валентин Харпър, по-известна просто като Съуити (на английски: Saweetie), е американска певица и автор на песни.
Дебютният ѝ албум „Pretty Bitch Music“ ще излезе през 2022 година и ще включва песните „Tap In“ и „Best Friend“ (с Дожа Кет).
В края на 2021 г. получава две номинации за Грами 2022, в това число на Най-добър нов изпълнител.

## Детство
Съуити е родена на 2 юли 1993 година в Санта Клара. Майка ѝ Тринидад Валентин е от филипински и китайски произход, а баща ѝ е афроамериканец.

## Кариера
Съуити издава първия си сингъл „Tap In“ на 20 юни 2020 година. Песента попада в топ 20 на Билборд Хот 100 и достига до номер 38 в Ю Кей Сингълс Чарт.

## Дискография
- Pretty Bitch Music (2022)